# سنکا راکس (ویرجینیای غربی)
سنکا راکس (به انگلیسی: Seneca Rocks) یک منطقهٔ مسکونی در ایالات متحده آمریکا است که در شهرستان پندلتن، ویرجینیای غربی واقع شده‌است. سنکا راکس ۴۷۷٫۹۳ متر بالاتر از سطح دریا واقع شده‌است.